# Shiso (plant)
Shiso (Perilla frutescens var. crispa) is een eenjarige plant die behoort tot de lipbloemenfamilie Lamiaceae.

## Naamgeving en uiterlijk
Shiso is de Japanse naam voor deze plant. Deze naam wordt ook in het Nederlands taalgebied veel gebruikt. Ook de wetenschappelijke naam wordt gebezigd alsmede de bijnaam Biefstukplant. Andere gebruikte benamingen zijn Japanse basilicum, Japanse netel of Notenkruid. Op plaatsen met een mild klimaat zaait de plant zichzelf uit. Er bestaan een groene en purperen variëteit (de "purperen munt"), die als twee verschillende botanische soorten worden gezien. De bladeren gelijken op die van de brandnetel, maar zijn iets ronder van vorm. De essentiële oliën geven een sterke smaak met een even grote intensiteit als die van munt of venkel. De plant bevat een veelheid aan mineralen en vitamines, heeft ontstekingsremmende eigenschappen en helpt naar verluidt om voedsel te bewaren en steriliseren.

## Habitat en verspreiding
Perilla frutescens is een plant die bij uitstek aanwezig is in Oost-Azië, meer bepaald China, Japan en Korea. Ondertussen is hij wereldwijd verspreid. In het begin van de negentiende eeuw werd hij door Aziatische immigranten meegenomen en daardoor vindt men shiso veelvuldig in het zuidoosten van de Verenigde Staten en delen van Canada. Door zijn gemakkelijke aanpassing verdringt hij gemakkelijk andere delen van de flora. In Europa zijn een paar lokale ondernemingen gespecialiseerd in de teelt ervan voor levering aan restaurants.

## China
De Chinese naam is zǐ sū (Klassiek Chinees: 紫蘇; modern Chinees: 紫苏; pinyin: zǐ sū). In China wordt hij gebruikt in de traditionele Chinese geneeskunde. Het is aangetoond dat hij de aanmaak van interferon bevordert en daarmee het afweersysteem van het lichaam versterkt. De plant wordt er gebruikt om gewone verkoudheid te behandelen. Gebakken in olie met look en gember wordt hij opgediend als bijgerecht ter begeleiding van andere schotels.

## Japan

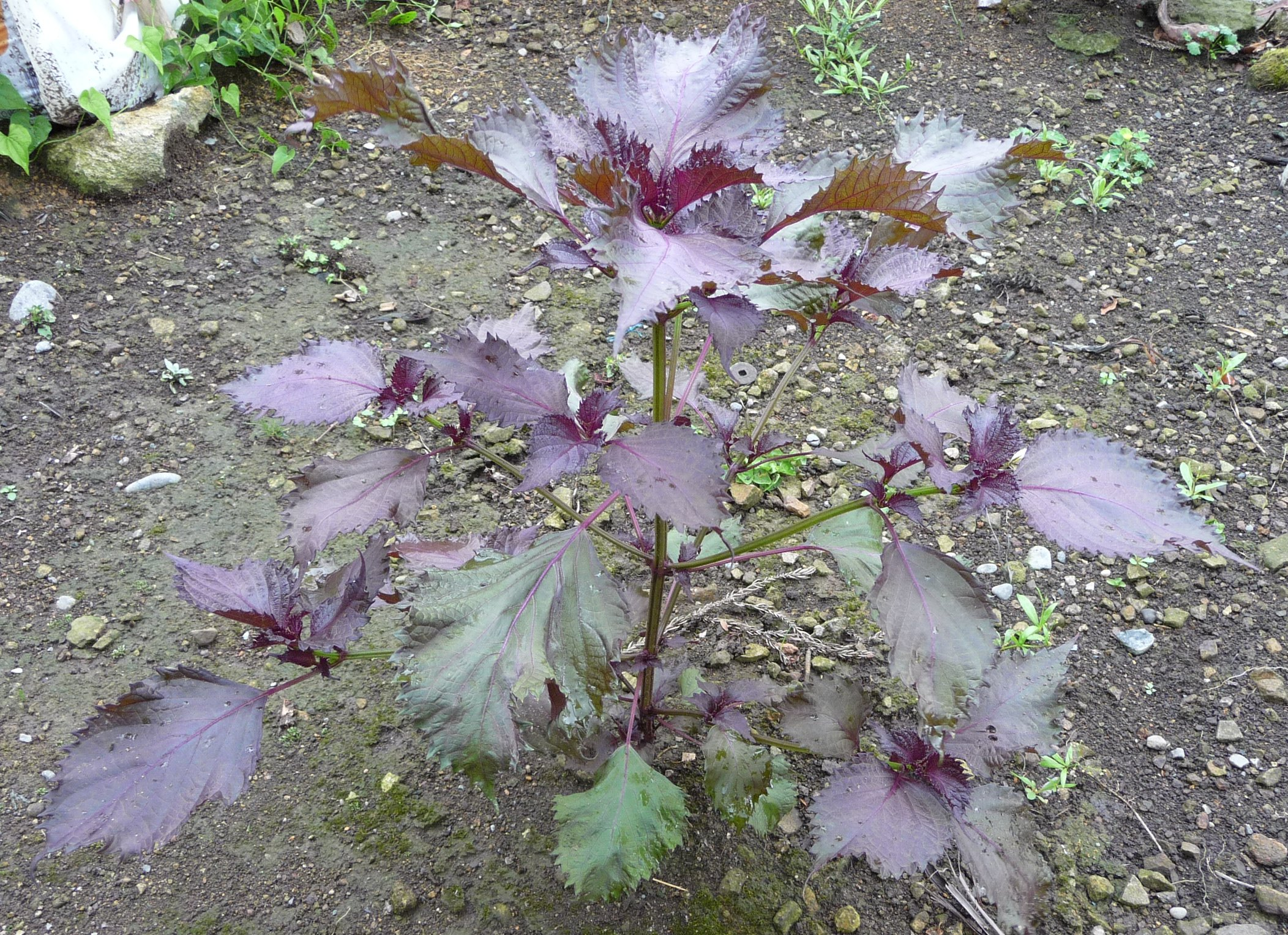
Akajiso (Rode shiso - Perilla frutescens var. crispa f. purpurea)

In het Nederlands taalgebied wordt vooral de Japanse naam gebruikt: shiso (紫蘇).
Japanners noemen de groene variant aojiso (青紫蘇), aoba ("groen blad"), ōba (verbastering van aoba) of aoshiso en gebruiken deze dikwijls als smaakmaker bij sashimi (rauw gesneden vis). In reepjes gesneden wordt hij gegeten in salades, spaghetti en tal van vlees- en visgerechten of zelfs als smaakgevende afwerking op pizza. Oorspronkelijk werd hij in Japan gebruikt als vervanger van basilicum. In de zomer van 2009 lanceerde Pepsi Japan een nieuwe seizoensdrank, Pepsi Shiso genaamd.
Er bestaat ook sake met shiso-smaak.
De purperen variant wordt akajiso (赤紫蘇, "rode shiso") genoemd en wordt overwegend gebruikt om umeboshi (ingelegde ume-pruim) rood te kleuren of in combinatie met ume-pasta om umeshiso maki te maken, een soort gerolde sushi.
In de westerse keuken wordt akajiso als decoratieve sla gebruikt. Door zijn iets taaiere structuur kan hij niet rauw gebruikt worden, maar dient hij lichtjes geblancheerd te worden.
De bloeiwijze wordt hojiso genoemd. De jonge blaadjes en de bloesems worden in Japan en Taiwan gebruikt voor het pekelen.

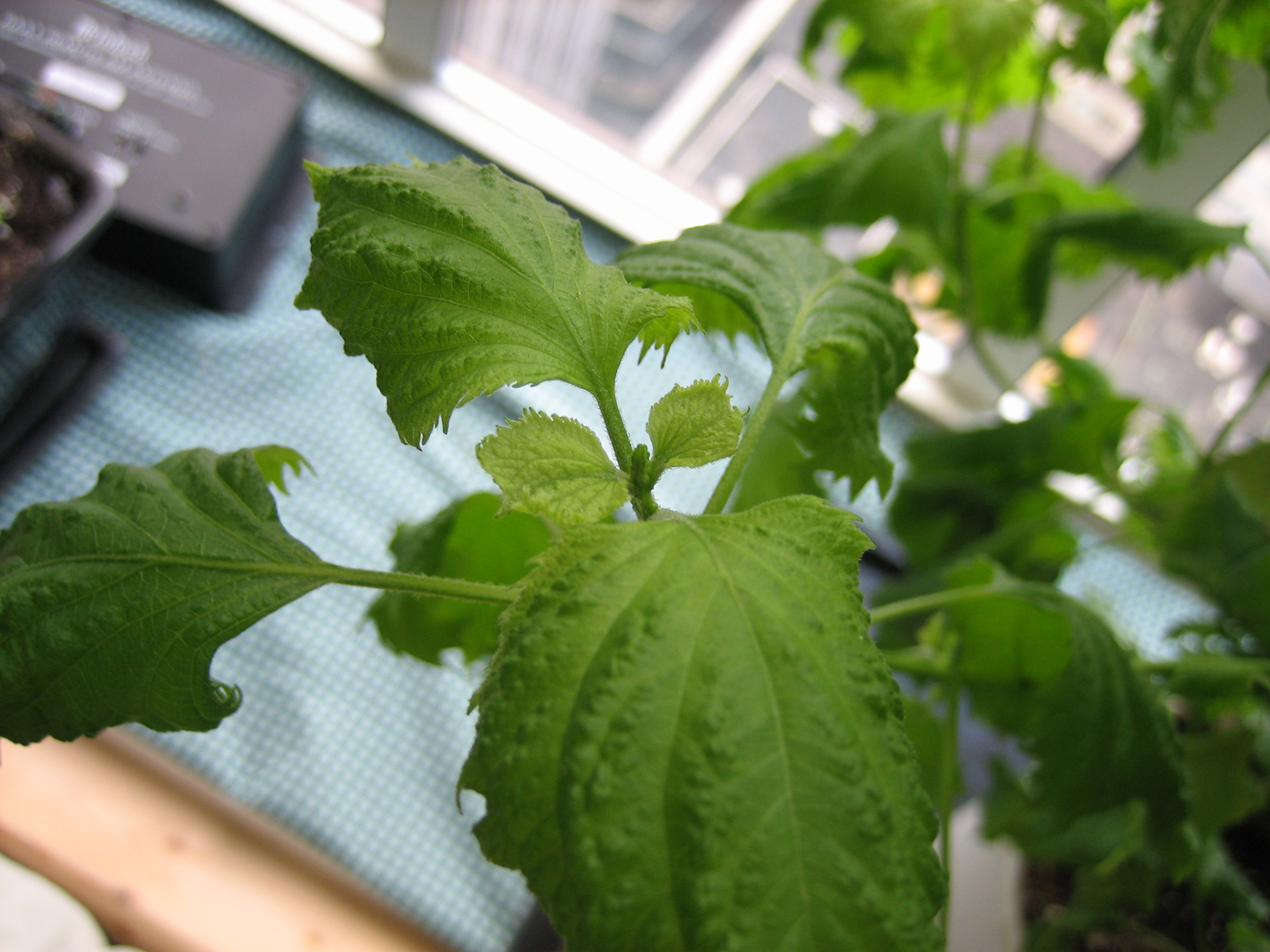
Blad en stengel: detail

## Vietnam
In de Vietnamese keuken gebruikt men een variëteit die gelijkt op de Japanse hosjiso maar met bronsgroene bovenkant en purper aan de tegenovergestelde zijde. De bladeren zijn smaller en hebben een sterkere geur dan hojiso.
In de Vietnamese keuken noemt men dit tía tô, afgeleid van de karakters (紫蘇), waarvan de standaarduitspraak in het Vietnamees tử tô is. Deze variëteit wordt gewoonlijk gegeten als garnering in rijstvermicelligerechten, genaamd bún, en een aantal stoofgerechten.

## Zuid-Azië
In Nepal en delen van India wordt Shiso silam (सिलाम) genoemd. De zaden worden gemalen met chili en tomaten om een smakelijke dipsaus te maken.

## Chemie
De etherische oliën die uit de shisobladeren geëxtraheerd worden door middel van stoomdestillatie bestaan uit een reeks van chemische bestanddelen, die kunnen verschillen naargelang de soort. Het voornaamste bestanddeel, 50-60% van de olie, is perillaldehyde en is de stof die het aroma en de smaak van shiso bepaalt. Andere terpenen zoals limoneen, bèta-caryofylleen en farneseen komen gewoonlijk ook voor.
Van de bekende chemotypes van perilla, is PA (hoofdcomponent: perillaldehyde) het enige dat wordt gebruikt voor culinaire doeleinden.
Andere chemotypes zijn PK (perillaketon), EK (elsholziaketon), PL (perilleen), PP (fenylpropanoïdes: myristicine, dillapiool, elemicine), C (citral) en een type rijk aan rosefuraan.
Perillaketon is toxisch voor bepaalde dieren. Wanneer vee en paarden tijdens het grazen purperen munt eten (van het PK-chemotype), veroorzaakt dit longoedeem, wat tot toxicose leidt.
Shiso-olie wordt verkregen door de zaden te persen, die 35 tot 40 percent olie bevatten.
In delen van Azië wordt shiso-olie gebruikt als een eetbare olie die meer wordt gewaardeerd vanwege zijn geneeskrachtige werking dan vanwege zijn smaak. De olie is rijk aan het omega 3-vetzuur alfa-linoleenzuur.
Net als lijnzaadolie is shiso-olie geschikt als olie in verf, vernis, linoleum, drukinkt, lak, en als waterafstotende laag op kledij.
Hij kan ook dienen als brandstof.
De oxime van perillaldehyde (perillartine) wordt gebruikt als kunstmatige zoetstof in Japan, aangezien deze 2000 maal zoeter is dan sacharose.